# Paulina Amengual Payeras
Paulina Amengual Payeras (Llubí, Pla de Mallorca, 12 d'abril de 1918 - Palma, 25 d'abril de 1987) fou una sindicalista, mestra i infermera. Fou una dona polifacètica des del punt de vista intel·lectual, que va dedicar-se al periodisme, la literatura, la infermeria i l'educació; fou una lluitadora solitària en un moment històric en què la dona era relegada a un paper secundari; potser és aquesta qüestió un dels motius que va impulsar-la a abandonar la seva carrera literària en favor d'un vessant més social.

## Biografia
Va ser filla de Bernat Amengual (comptable) i de Joana Payeras (modista i mestra de tall i confecció). El seu pare fou destinat a Palma i des d'aleshores residí en diversos barris d'aquesta ciutat, com ara Son Alegre, Porto Pi o El Terreno.
Va obtenir el títol de Batxiller a l'Institut Ramon Llull l'any 1936, moment que coincideix amb el canvi de nom del centre, que deixava d'anomenar-se «Escola Balear». Seria durant aquesta època quan coneixeria el cercle de professorat i companys i companyes que marcarien la seva vida cultural. Entre els professors destacaren: Llorenç Riber i Campins i Luís Ferbal Campo. Entre l'alumnat, fou companya d'Encarna Vinyes, Josep M. Llompart, Joan Capó i Cèlia Vinyes.
Seria gràcies a la influència de Cèlia que Paulina s'iniciaria en un vessant creatiu. Publicà alguns contes en el suplement cultural del diari Última Hora i realitzà una sèrie d'entrevistes a dones, entre les quals destaca Carme Guardia Amer (pionera de l'esport femení).
El 1940 va graduar-se en infermeria a la Creu Roja. A principis de la mateixa dècada també va obtenir el títol de mestra a l'Escola Normal de Mestres de Balears. A partir d'aquest moment exerciria de mestra interina en diferents pobles de Mallorca, Menorca i Castelló de la Plana i, quan acabava la tasca docent, encara tenia temps d'anar a fer cures. Sens dubte, Paulina fou una dona enèrgica i solidària.
L'any 1946 fou destinada a l'Escola Unitària Nacional Rural de Mas d'en Salas (Castelló). Aquest mateix any va casar-se amb Gabriel Mesquida Vich, també mestre. El gener de 1947 va néixer el seu primer fill, Biel Mesquida Amengual (escriptor).
El 1951 fou destinada a Ciutadella i ja el 1952 obtingué plaça a Manacor, on va estar-se fins a l'any 1966, moment en què fou destinada a l'Escola Graduada de Son Espanyolet, on va exercir fins al moment de la seva jubilació, el 1987. El 1956 va néixer el seu segon fill.
A més d'impartir els currículums oficials d'aleshores, Paulina dedicà el seu temps a la formació de persones adultes. Així mateix animà les seves alumnes a presentar-se a nombrosos premis i concursos, dels quals en guanyaren varis. D'aquesta manera promovia l'acció i la participació cultural. I és que Paulina participà activament de la vida cultural. Aquest amor per la cultura va traduir-se en una biblioteca personal d'entre 5.000 i 10.000 volums, composta tant pels grans clàssics com per narrativa de l'època, pedagogia o ciència. Dita biblioteca comptava amb llibres escrits en diferents llengües, que parlava i escrivia: català, castellà, anglès i francès.
Morí a Palma als seixanta-nou anys.